# School of Oriental and African Studies
De School of Oriental and African Studies (SOAS) is een onderzoeksuniversiteit in Londen (Engeland). De school is onderdeel van de Universiteit van Londen. SOAS werd opgericht in 1916, en is gespecialiseerd in talen, geschiedenis en sociaal onderzoek van Azië, Afrika en het Midden-Oosten. SOAS hoort tot de topuniversiteiten in Engeland en heeft onder haar alumni diverse presidenten, ministers en wetenschappers –en een winnares van de Nobelprijs voor de Vrede.

## Geschiedenis

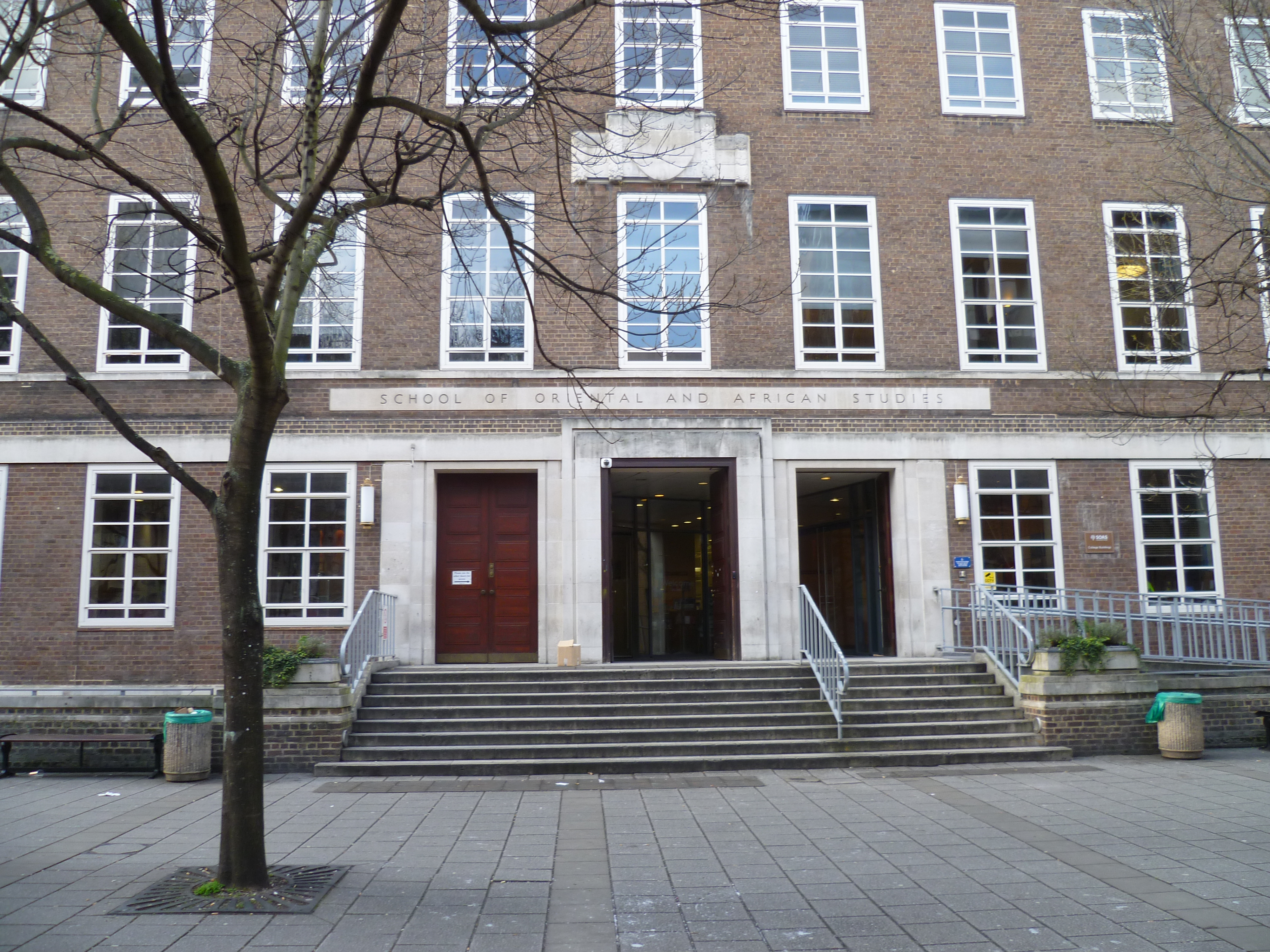
Ingang hoofdgebouw SOAS op Russell Square

SOAS werd in 1916 opgezet om het Britse wereldrijk beter te kunnen besturen: studie, techniek en handel in Afrika en Azië waren daarbij van levensbelang. De school leidde onder meer lokale bestuurders en koloniale ambtenaren en spionnen op.
In de twintigste eeuw was SOAS op verschillende locaties in en buiten Londen gehuisvest. Na de oorlog braken magere jaren aan. Het directeurschap van Cyril Philips (1956-1976) zorgde zowel financieel als wetenschappelijk voor groei. In de 21e eeuw heeft SOAS meer dan 6.000 studenten.

## Opleidingen en gebouwen
De School of Oriental and African Studies is opgedeeld in drie faculteiten: Arts and Humanities, Languages and Cultures en Law and Social Science. Deze drie faculteiten zijn weer verder onderverdeeld in afdelingen en studies, zoals antropologie, sociologie, kunst, archeologie, geschiedenis, muziek, filosofie, religie en mediastudies. Alle specialisaties hebben speciale aandacht voor Afrika, Azië en het Midden-Oosten.
SOAS heeft twee locaties. De hoofdcampus, Russell Square, is in Bloomsbury in het centrum van Londen. Op die campus staan de collegegebouwen (Philips Building en Old Building), de Brunei Gallery, Faber Building en Russell Square 21-22. De bibliotheek is gehuisvest in het Philips Building.
De tweede locatie is in de wijk Islington: Vernon Square campus (sinds 2001).

## Bibliotheek

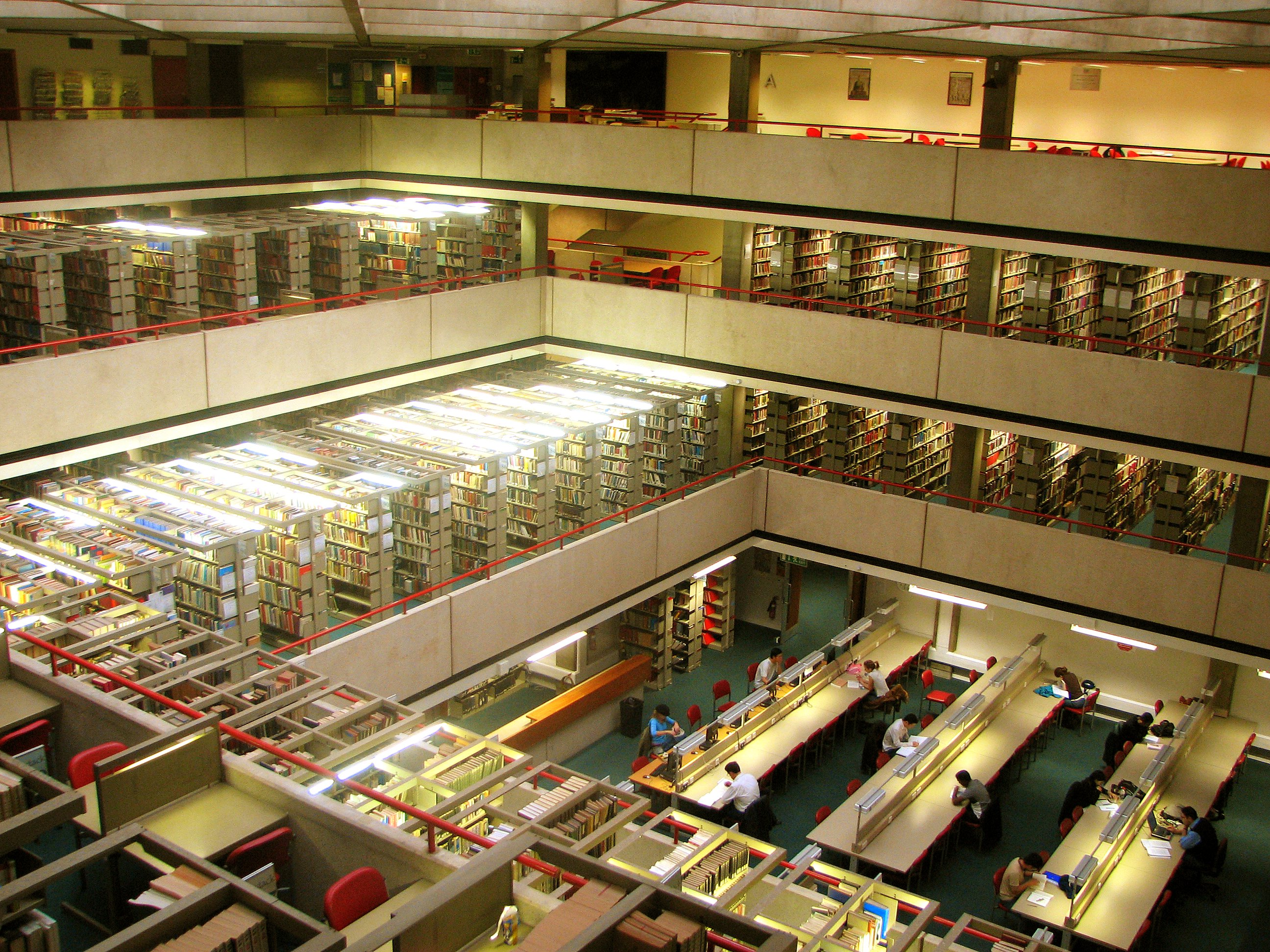
De SOAS-bibliotheek

De bibliotheek van SOAS neemt een centrale plaats in binnen de instelling. Met meer dan 1,2 miljoen papieren en elektronische bestanden wordt ze wel de “parel in de kroon” van SOAS genoemd. De bibliotheek is een van de vijf National Research Libraries in het Verenigd Koninkrijk. In het begin van de twintigste eeuw is de bibliotheek voor £12 miljoen gemoderniseerd en vergroot.

## Bekende alumni en medewerkers

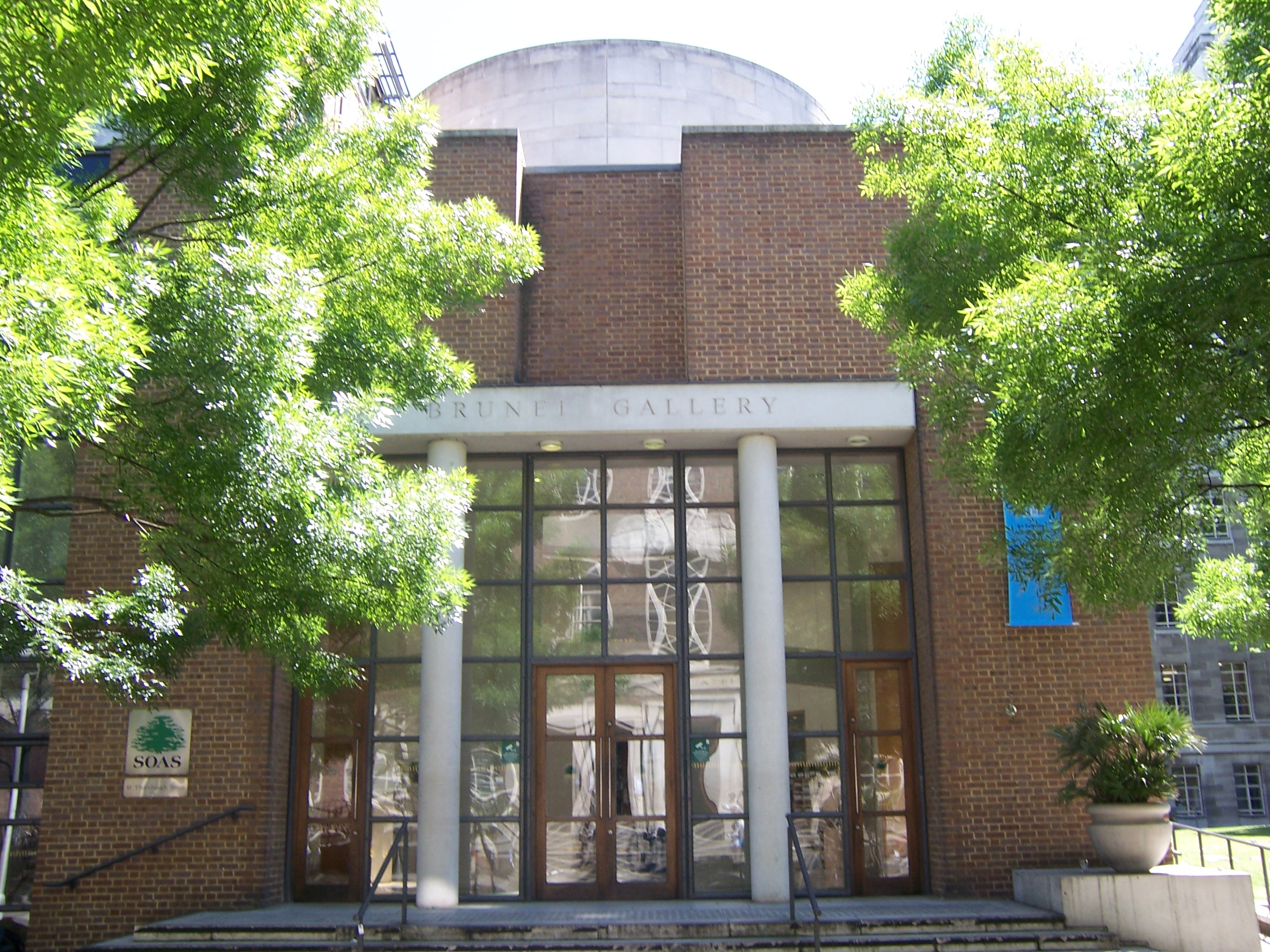
De Brunei Gallery, onderdeel van SOAS

- Inger Andersen
- Aung San Suu Kyi
- Ben Arps
- Arnold Adriaan Bake
- Andrew Bertie
- Kirti N. Chaudhuri
- Yangdon Dhondup
- Luísa Dias Diogo
- Gunnar Ekelöf
- Tom Grunfeld
- Haitham al-Haddad
- Montasser Alde'emeh
- Sjoerd Hofstra
- Joseph Hanson Kwabena Nketia
- Kostas Lapavitsas
- Bernard Lewis
- John Atta Mills
- Enoch Powell
- Paul Robeson
- Sam van Schaik
- Tsering Shakya
- Abdul Sheriff
- David Snellgrove
- Richard Keith Sprigg
- Petra Stienen
- Paul Wittek
- Maya Youssef